# モノグラム (模型メーカー)
モノグラム（Monogram）は、米国の模型メーカーであり、プラモデル、特に飛行機等のスケールモデルのトップメーカーであったが、1986年に同じく模型メーカーのレベル社と合併し、レベルモノグラムとなった。

## 歴史
モノグラム社は、1945年に古い歴史を持つ模型メーカー「コメット社」の従業員であったJack BesserとBob Rederによって設立された。
設立当初はコメット社と同様に飛行可能な模型飛行機を主に生産していたが、1950年代の半ばからプラモデルの生産を行うようになった。
1960年代以降、その品質の高さが評価され、スケールモデルのトップメーカーとなったが、1970年代の初めに米国の玩具メーカー、マテル社によって買収された。
1970年代後半には米国の老舗プラモデルメーカーの一つであったオーロラ社の解散に伴って、オーロラ社の所有していた金型の大半を引き継ぎ、一部をモノグラムのブランドで販売した。
1986年にモノグラムはOdyssey Partnersによって買収され、引き続いて同じくトップ模型メーカーであったレベル社も買収されたため、長年ライバル関係にあったこの2社は合併し、レベルモノグラム(Revell-Monogram)となった。
合併に伴い旧モノグラム製品は順次レベルブランドへ移行し、現在ではモノグラムの名称は上級者向けのブランドである「プロモデラー」と、発売時のパッケージまでも再現した限定再版品(SSP)にのみ残されている。
2007年にレベルモノグラムはHobbico Inc.によって買収され、現在では社名もRevell Inc.となっている。

## 主な製品
航空機
初期に開発された飛行機のキットは箱スケールのものが主であったが、1960年代に入ってからは1/72, 1/48, 1/32といった、国際スケールを使用するようになった。
1/48の航空機はモノグラムの主力商品であり、第二次世界大戦機と当時の現用米軍機を中心に多数のキットが発売されている。パネルの段差を表現したメリハリのあるモールドと、コクピット内部や脚収納部の実感溢れる表現で高い評価を受けたものも多い。一部の旧オーロラ製1/48キットも金型を修正しラインナップに加えられている。
1/72の航空機は種類はあまり多くないが、B-52や現在でもこのスケールでは唯一のモデルであるB-36などの当時としては破格の大きさのキットや、F4B-4、P-6E、F11C等の1930年代のアメリカ戦闘機、グラマンF8Fベアキャットなど他社では製品化されなかった機体も発売された。
1/32の航空機は初期に開発されたキットが数点あるだけであるが、初期の代表的キットであるファントム・ムスタング(P-51D)は、透明成形の外装を通して内部が見えるだけでなく、電動でプロペラが回り、脚も引き込むデラックスキットで、国産キットに多大の影響を与えた。
艦船
統一したスケールによるシリーズ展開は行われず、長さ16インチ（約40cm）に縮尺された戦艦・空母等と、1/48のガンボートが主な自社開発製品である。
1978年以降、旧オーロラの金型を用いた1/600の空母等のキット７点ほどがラインナップに加わっている。
AFV
1/32を中心として20点ほどの戦車・戦闘車両が発売されているが、初期に開発された製品の何点かは実スケールが1/35に近かったため、後には1/35と表示されている。
1996年に1/72の戦車４点がモノグラムブランドで発売されたが、翌年からはドイツレベルから発売されている。
自動車
1/24を中心に、1/12, 1/16, 1/25, 1/32等の製品が発売されている。
SF、キャラクター
シークエスト、スタートレック:ヴォイジャー、宇宙空母ギャラクティカ、バック・ロジャースなどのテレビシリーズに登場するメカをモデル化しているほか、旧オーロラの金型を使用したゴジラやキングコング、フランケンシュタインの怪物やドラキュラ伯爵といったモンスターや、巨大なティラノサウルスを含む1/13恐竜シリーズなどを販売している。
また、イマイのモスピーダのOEMを含むゴーボッツ(GoBots）や、バンダイのグレートマジンガーや勇者ライディーン等の巨大ロボットキットのOEMであるショーグン・ウォーリア(Shogun Warriors）などのシリーズも発売している。